# Impeckable
Impeckable är Budgies sjunde album, släppt i februari 1978.

## Låtlista
1. "Melt the Ice Away" (3:33)
2. "Love for You and Me" (4:04)
3. "All at Sea" (4:21)
4. "Dish It Up" (4:21)
5. "Pyramids" (4:22)
6. "Smile, Boy, Smile" (4:31)
7. "I'm a Faker Too" (4:48)
8. "Don't Go Away" (4:56)
9. "Don't Dilute the Water" (6:12)

2010 remastrad version
1. "Smile Boy Smile" (singelversion)
2. "Don't Dilute the Water" (2008 års version)
3. "All at Sea" (2008 års version)